# Carlos Javier Valverde Doblado
Carlos Javier Valverde Doblado, conocido como Carlos Valverde, es un exfutbolista español. Nació en Utrera, Sevilla, el 19 de febrero de 1985. Su último club fue el CD Utrera de la Segunda RFEF.

## Biografía
El utrerano se formó en la cantera del Real Betis con el que llegó a jugar en el equipo filial. Más tarde, lo haría en clubes de Segunda B como Écija Balompié, AD Ceuta y UB Conquense, antes de llegar a Cáceres.
El jugador jugó la mayor parte de su carrera en el CP Cacereño. La temporada 2015-16 sumó un total de 10 dianas, las que le valieron para fichar por el CF Villanovense. En las filas del conjunto de Villanueva de la Serena, jugó un total de 37 encuentros e hizo un total de siete goles.
En verano de 2017, se convierte en nuevo delantero del Extremadura UD, con el que consiguió ascender a la Segunda División en la última jornada de la eliminatoria de ascenso frente al FC Cartagena.
En la temporada 2018-19, hace su debut con el conjunto extremeño en la Segunda División. Tras 17 encuentros de liga y un gol el 16 de diciembre de 2018 sufriría una grave lesión que le obligaría a estar 6 meses fuera de los terrenos de juego. En la siguiente temporada no lograría hacerse con un hueco en el once titular jugando tan solo seis partidos de liga y uno de copa, finalmente en el mercado invernal decidiría abandonar el club tras tres temporadas.
En enero de 2020, se compromete con el Córdoba CF de la Segunda División B de España donde jugaría 2 temporadas.
En 2021 firmaría por el equipo de su localidad natal, el CD Utrera, donde tras jugar 32 partidos y anotar 9 goles lograría el ascenso a la Segunda Federación. En la temporada 2022-23 volvería a ser un jugador importante de la plantilla disputando 27 encuentros y marcando 5 goles aunque su equipo descendería tras acabar la temporada como colista.
El 2 de agosto de 2023 Carlos Valverde anunciaría su retirada a los 38 años de edad.

## Clubes
| Club                        | País   | Temporada | Partidos | Goles |    |   |
| --------------------------- | ------ | --------- | -------- | ----- | -- | - |
| Real Betis B                | España | 2006-2008 |          |       |    |   |
| AD Ceuta                    | España | 2008-2009 | 28       | 2     | 3  | 0 |
| Écija Balompié              | España | 2009-2010 | 35       | 7     | 4  | 1 |
| UB Conquense                | España | 2010-2011 | 30       | 2     | 5  | 0 |
| Écija Balompié              | España | 2011-2012 | 32       | 4     | 7  | 0 |
| CP Cacereño                 | España | 2012-2016 | 116      | 22    | 34 | 1 |
| CF Villanovense             | España | 2016-2017 | 41       | 7     | 8  | 0 |
| Extremadura Unión Deportiva | España | 2017-2020 | 64       | 6     | 14 | 0 |
| Córdoba CF                  | España | 2020-2021 | 21       | 2     | 5  | 2 |
| CD Utrera                   | España | 2021-2023 | 59       | 14    | 12 | 0 |